# Катерина Клевська (герцогиня Гельдернська)
Катери́на Кле́вська (25 травня 1417 — 10 лютого 1479) — герцогиня Гелдернська в шлюбі з Арнольдом Егмонтом. Регентка Гелдерну за відсутності чоловіка 1450 року.

## Життєпис
Катерина — дочка Адольфа I, герцога Клевського, та його другої дружини Марії Бургундської. Вона була небогою Філіппа Доброго.
Катерина жила з батьками до 1431 року, бувши вже рік у шлюбі. Мала тісні стосунки з Філіпом Бургундським, якому не довіряв її чоловік. Катерина відправила свою дочку Марію на виховання при бургундському дворі. Обстріл міста Дріель коштував її чоловікові підтримки його герцогства. Катерина була посередницею між її чоловіком і станами. 1450 року герцог Арнольд вирушив у паломництво до Рима і Палестини. За його відсутності Катерина була правлячою королевою.
Вона допомагала своєму синові Адольфу, коли він успадкував тягар правління від свого батька. Карл, герцог Бургундський, взяв Адольфа в полон 1470 року, коли той видався йому ненадійним союзником Бургундії. Катерина Клевська провела свої останні роки в Лобіті, де й померла 1476 року.

## Часослов
26 січня 1430 року, вступивши в шлюб з Арнольдом, Катерина замовила часослов. Часослов містить її родовід, а також зображення самої Катерини в молитві. Часослов був загубленим протягом 400 років, перш ніж з'явився знову 1856 року. Це одна з найбагатше прикрашених книг такого роду, що збереглася донині.

## Родина
Чоловік — Арнольд Егмонт, герцог Гелдернський
Діти:
- Марія Егмонт (1432—1463) — від 1449 дружина Якова II Стюарта Шотландського (1430—1460)
- Маргарита (1436—1486) — від 1454 дружина пфальцграфа Фрідріха I фон Зіммерна[ru] (1417—1480)
- Вільгельм, помер молодим
- Адольф (1438—1477) — герцог Гелдернський
- Катерина (1439—1496) — можливо, таємно була одружена з льєзьким єпископом Луї де Бурбоном[ru]; від їхнього старшого сина П'єра де Бурбон-Бюссе веде свій початок рід Бурбон-Бюссе[джерело?].